# Cosmisoma nitidipenne
Cosmisoma nitidipenne là một loài bọ cánh cứng trong họ Cerambycidae.